# Adfærdsøkonomi
Adfærdsøkonomi (engelsk behavioral economics) er en videnskab, som studerer, hvordan individer foretager økonomiske beslutninger i praksis. Fagfeltet er en krydsning af psykologi og mikroøkonomi. Adfærdsøkonomien tester gyldigheden af økonomiske teorier ved hjælp af psykologiske eksperimenter.
Faget fik opmærksomhed i en bredere offentlighed, da psykologen Daniel Kahneman fik Nobelprisen i økonomi i 2002 for forskning, han havde foretaget i løbet af 1990'erne sammen med Amos Tversky.

## Homo economicus og homo sapiens
Traditionel mikroøkonomisk teori går som hovedregel ud fra, at mennesket har indsigt i al tilgængelig, relevant information og har ubegrænset (hjerne-)kapacitet til at udnytte denne, når det træffer beslutninger. I sin mest simple form antages mennesket desuden at være et rent egoistisk væsen, som kun er optaget af at gøre det bedst muligt for sig selv. Disse antagelser tilsammen kaldes gerne for homo economicus-forudsætningen og er en central byggesten i megen traditionel mikroteori. I en modificeret version åbnes der op for sociale præferencer, men aktørerne antages stadig at opføre sig rationelt.
I modsætning hertil bygger adfærdsøkonomi i stor udstrækning på eksperimenter og empiriske analyser, hvor man har undersøgt, hvordan menneskets, homo sapiens', faktiske adfærd er. I mange tilfælde finder man da, at de forudsætninger, som traditionel mikroteori bygger på, i mange tilfælde ikke finder og nogle gange er direkte vildledende.
Adfærdsøkonomi består af to hovedelementer: 1) Studiet af sociale præferencer og 2) årsager til, at mennesker i mange tilfælde ikke opfører sig økonomisk rationelt i traditionel mikroteoretisk forstand. Det sidste hovedelement hænger snævert sammen med resultater og tankegange fra kognitiv psykologi.

## Centrale elementer
I en oversigtsartikel fremhæver den norske økonom Vidar Ringstad 10 forhold fra kognitiv psykologi, som spiller en vigtig rolle i adfærdsøkonomien

### Kognitiv todeling
Menneskets tænkning er fundamentalt todelt. Inden for psykologi kaldes de to dele gerne for System 1 og System 2; alternativt kan man tale om at tænke henholdsvis automatisk og kontrolleret. Mens System 1 er grundlaget for raske, intuitive handlinger uden bevidste valg, er System 2 grundlaget for reflekterede, men mere tidkrævende og mentalt også mere resursekrævende hjerneaktivitet. Begge systemer er nødvendige, men det er System 2, der skiller os fra andre dyr. Det er imidlertid i en del tilfælde i praksis nødvendigt at benytte sig af System 1, når vi skal tage beslutninger af økonomisk karakter i den komplekse virkelighed, vi befinder os i. Specielt ved mangelfuld information, når der er stor usikkerhed om konsekvenserne, og når beslutningerne skal tages hurtigt, falder man tilbage på enkle beslutningsregler - også kaldet heuristik. De er generelt uundværlige, men kan også i en del sammenhænge lede til systematiske fejl.

### Intuitive og logiske fejl
Det er almindeligt, at folk, hvis de skal svare hurtigt uden at tænke sig om, svarer forkert på spørgsmål af typen: "En type åkander i en sø fordobles i mængde hvert døgn. Søen er fuld af åkander efter 48 døgn. Efter hvor mange døgn er den halvt fuld?"

### Sandsynligheder, tilfældigheder og gode historier
Der er en klar tendens til, at man overvurderer sandsynligheden for sjældne hændelser og undervurderer det, som sker ofte. Tilsvarende har mennesker en veludviklet evne til at finde forklaringer på fænomener, som egentlig skyldes tilfældigheder.

### Tabsaversion
Alle normale mennesker har aversion mod at tabe, men det, der ligger i begrebet, er, at man tillægger et tab større negativ værdi, end man tillægger en tilsvarende gevinst positiv værdi. Det medfører bl.a., at et tab, som optræder sammen med en gevinst af samme størrelsesorden, opfattes som et netto(nytte)tab, og at to mindre tab føles værre end et større tab, som er lig summen af de to mindre tab.

### Mental regnskabsføring
For at kunne overskue afvejningen mellem valget af tusinder af forskellige forbrugsgoder, som man foretager i traditionel mikroteori, inddeler man typisk mentalt goderne i forskellige kategorier som madvarer, tøj osv. Mellem og inden for kategorierne foretager man så afvejninger, som med rimelighed svarer til teorien, men mellem elementer i forskellige kategorier kan afvejningerne være noget mere mangelfulde.

### Indramning
De valg, mennesker foretager, kan være stærkt afhængige af, hvordan de forskellige alternativer præsenteres.

### Menu-afhængighed
Menu-afhængighed er en form for indramning, som hænger sammen med, hvilke valgmuligheder man stilles overfor i en bestemt sammenhæng, altså hvilke alternativer en bestemt valgmulighed præsenteres sammen med.

### Basis-alternativets betydning
I komplekse valgsituationer med uoverskuelige konsekvenser vælger mange ikke at træffe noget aktivt valg i det hele taget. Men ikke at vælge er også et valg - da er det blot basis-alternativet (engelsk: default option), der bliver resultatet. Et kendt eksempel er omfanget af organdonationer i forskellige lande; i lande (som bl.a. Danmark), hvor man aktivt skal tillade, at ens organer kan bruges til transplantationer, gives der meget få tilladelser; i lande som bl.a. Sverige, hvor man aktivt skal fravælge en sådan tilladelse, er der omvendt mange tilladelser.

### Forankring og justering
I situationer, hvor man skal foretage en beslutning under tidspres og mangelfuld information, vælges ofte en heuristik, som indebærer, at man vælger et udgangspunkt og så foretager en justering i det, man mener er den rigtige retning.

### Bekræftelsesskævhed
Bekræftelsesskævhed afspejler de store forskelle, der kan være i folks virkelighedsopfattelse og holdninger. Mange mennesker vil fortolke ny information på en måde, som støtter de opfattelser, man allerede har, eller som styrker deres selvfølelse.

## Betydning
Selvom adfærdsøkonomi er et relativt nyt forskningsområde, har den givet bedre forståelse af, hvordan bl.a. finansielle markeder og arbejdsmarkeder fungerer. Adfærdsøkonomi åbner også for en diskussion af mere principielle forhold, eksempelvis om man er tjent med fortsat at have homo economicus som et adfærdsmæssigt referencepunkt i økonomifaget i lyset af de systematiske afvigelser fra dennes adfærd, som de adfærdsøkonomiske eksperimenter peger på.